# Theodor Hopf
Theodor Friedrich Hopf (* 23. September 1918 in Schwarzenberg/Erzgeb.; † 23. Januar 2008 in Prien am Chiemsee) war ein Brigadegeneral des Heeres der Bundeswehr.

## Leben
Beförderungen
- 1938 Leutnant
- 1940 Oberleutnant
- 1942 Hauptmann
- 1944 Major
- 1958 Oberstleutnant
- 1965 Oberst
- 1976 Brigadegeneral

Hopf, Sohn eines Fabrikanten, trat nach dem Reichsarbeitsdienst ab Oktober 1936 in Zerbst/Anhalt am 4. Dezember 1936 als Fahnenjunker beim Infanterie-Regiment 55 in Würzburg in die Wehrmacht ein. Von Oktober 1937 bis Juli 1938 besuchte er die Infanterieschule der Reichswehr in Dresden und anschließend die Infanterieschule Döberitz. Ab Oktober 1938 war er Zugführer in der 3. Kompanie des Infanterie-Regiments 55, wurde im November 1938 Bataillons-Adjutant des I. Bataillons des Infanterieregiments 55 und im August 1938, kurz vor Beginn des Zweiten Weltkrieges, Bataillons-Adjutant des I. Bataillons des Infanterie-Regiments 170. Im November 1939 wurde er Kompaniechef der 1. Kompanie des Infanterie-Regiments 170 und besuchte im September 1940 den Kompanieführerlehrgang an der Kompanieführerschule in Dijon. Anfang 1941 wurde er Kompaniechef der 1. (Radfahr-)Kompanie des Infanterie-Regiments 170, im Juli 1942 Kompaniechef der 14. (Panzerjäger-)Kompanie und im August 1942 Bataillonskommandeur des III. Bataillons jenes Regiments. Nach Verwundung war er ab September 1942 im Kriegslazarett Krasnodar und ab Oktober 1942 im Reservelazarett Dresden. Ab Januar 1943 besuchte er den Bataillonsführerlehrgang an der Bataillonsführerschule in Antwerpen und Döberitz, durchlief von Juni bis Oktober 1943 die Generalstabsvorausbildung bei der 302. Infanterie-Division und von Oktober 1943 bis Januar 1944 beim XXIX. Armeekorps. Bis dahin war er in Polen, Frankreich, auf dem Balkan und in der Sowjetunion in den Räumen Krim, Taganrog, Mius, Kaukasus und Noworossijsk im Einsatz. Von Februar bis Juli 1944 absolvierte er den 13. Generalstabslehrgang an der Kriegsakademie in Hirschberg im Riesengebirge. Anschließend wurde er Vierter Generalstabsoffizier (Id), zuständige für Ausbildung, im Armeeoberkommando der 17. Armee, wo er in Galizien, in den Karpaten und in Schlesien im Einsatz war.
Im Mai 1945 geriet Hopf zunächst in US-amerikanische, dann in sowjetische Kriegsgefangenschaft. Nach der Entlassung im Januar 1950 und Wiederherstellung der Gesundheit begann er im Sommersemester 1950 ein Studium der Rechtswissenschaft, Staatswissenschaften und Nationalökonomie an der Julius-Maximilians-Universität Würzburg. Am 19. Februar 1954 absolvierte er die erste juristische Prüfung und durchlief bis Februar 1956 das Rechtsreferendariat beim Oberlandesgericht Bamberg.
Am 1. März 1956 trat Hopf als Major in die Bundeswehr ein, wo er zunächst Referent III C 1 im Bundesministerium der Verteidigung in Bonn wurde. Ab Februar 1957 war er Generalstabsoffizier für Personal (G 1) und Lehrstabsoffizier für Personal an der Führungsakademie der Bundeswehr, zunächst in Bad Ems und später Hamburg. Ab Mai 1961 war er in der militärpolitischen Arbeitsgruppe in der Stabsabteilung III im Führungsstab der Bundeswehr im Bundesministerium der Verteidigung in Bonn eingesetzt und wurde im Oktober 1964 Referatsleiter III 6 im Führungsstab der Bundeswehr. Im Oktober 1967 wurde er zum stellvertretenden Brigadekommandeur der Panzergrenadierbrigade 10 in Weiden in der Oberpfalz und im Oktober 1970 Verteidigungsattaché an der Deutschen Botschaft Athen in Griechenland. Anschließend war er ab April 1974 Leiter der Ausbildung für künftige Militärattachés an der Schule für Nachrichtenwesen der Bundeswehr in Bad Ems. Im April 1975 wurde er Referatsleiter II 5 im Führungsstab der Streitkräfte im Bundesministerium der Verteidigung in Bonn.
In seiner letzten Verwendung war Hopf ab April 1976 Kommandeur der Schule für Nachrichtenwesen der Bundeswehr in Bad Ems. Mit Ablauf des September 1978 wurde er in den Ruhestand versetzt.
Hopf war verheiratet. Er starb 2008.

## Auszeichnungen
- Ritterkreuz des Eisernen Kreuzes (1941)
- Deutsches Kreuz in Gold (1942)
- Nahkampfspange in Bronze (1943)
- Kreuz mit Halsband des Ordens der Ehre der Republik Griechenland (1976)